# Castle Point
Castle Point – dystrykt w hrabstwie Essex w Anglii. W 2011 roku dystrykt liczył 88 011 mieszkańców.

## Miasta
- Canvey Island
- South Benfleet

## Inne miejscowości
- Hadleigh i Thundersley.